# Dirty Angels
Dirty Angels ist ein Spielfilm aus dem Jahr 2024 unter der Regie von Martin Campbell nach einem Drehbuch von Alissa Sullivan Haggis, Jonas McCord und Martin Campbell mit Eva Green, Ruby Rose und Marija Bakalowa.

## Handlung
Kurz von der Rückzug der US-Truppen am Ende des Krieges in Afghanistan stürmt eine Gruppe von Terroristen des Islamischen Staats eine Mädchenschule und nimmt mehrere Schülerinnen gefangen, darunter Badia Durani, die Tochter der afghanischen Bildungsministerin Camila Durani. Die Terroristen fordern 10 Millionen Dollar Lösegeld pro Geisel und die Freilassung von Scheich Al-Shimali.
Nach einem gescheiterten Rettungsversuch der Delta Force wird die Soldatin Jake mit der Leitung einer Rettungsmission beauftragt. Diese stellt ein Team aus kampferprobten Frauen zusammen, die sie mit Funktionsnamen anspricht, darunter die Mechanikerin Rocky, die Technikerin Geek, die Waffenspezialistin Shooter, die Sprengstoffspezialistin The Bomb, Medic und Dr. Mike. Sie geben sich als medizinisches Personal aus, um in die Region einzudringen.
Die afghanische Bildungsministerin hilft ihnen beim Grenzübertritt und plant, Lösegeld für ihre Tochter zu zahlen. Bei einem Überfall von Jakes Team auf ein Waffenlager werden Dr. Mike und Travis getötet. Sie entdecken außerdem, dass Awina, eine ihrer Kontaktpersonen vor Ort, die Terroristen über ihre Bewegungen informiert.
Während der entscheidenden Rettungsaktion in der Höhle der Terroristen tötet Jake den Terroristenführer, während The Bomb die gefangenen Mädchen in Sicherheit bringt. Es gelingt ihnen, die Geiseln zu retten und mit einem Hubschrauber zu evakuieren. Jake und Malik entscheiden sich, zurückzukehren, um eine Kameradin zu retten, die sie bei der Flucht zurücklassen mussten.

## Besetzung und Synchronisation
Die deutschsprachige Synchronisation übernahm die Studio4 GmbH. Dialogregie führte Gabrielle Pietermann, die auch das Dialogbuch schrieb.
| Rolle                           | Darsteller         | Synchronsprecher    |
| ------------------------------- | ------------------ | ------------------- |
| Cpt. Jake Jones / Jessica Rabit | Eva Green          | Katrin Zimmermann   |
| Amir                            | George Iskandar    | Nico Mamone         |
| Atifa                           | Maria Hasse        | Hedda Erlebach      |
| Awina                           | Laëtitia Eïdo      | Josephine Schmidt   |
| Badia                           | May Kurtz          | Paulina Rümmelein   |
| Bashir                          | Vassilis Koukalani | Stephan Baumecker   |
| Cher „Geek“                     | Jojo T. Gibbs      | Anne Düe            |
| Colonel                         | Nikos Poursanidis  | Georgios Tzitzikos  |
| Dr. Mike                        | Edmund Kingsley    | Peter Lontzek       |
| Halle                           | Alyth Ross         | Emily Gilbert       |
| Jane „Medic“                    | Ruby Rose          | Julia Vieregge      |
| Jessie                          | Claudia Roldan     | Vivien Gilbert      |
| Malalai                         | Zoha Rahman        | Nurija Böll         |
| Malik                           | Reza Brojerdi      | Reza Brojerdi       |
| Ministerin Camila Durani        | Esti Yerushalmi    | Nina Herting        |
| Rachel „Shooter“                | Emily Bruni        | Aline Staskowiak    |
| Rocky / Raquel                  | Rona-Lee Shimon    | Jessica Rust        |
| Sarah                           | Shaya McCord       | Eva Gerngroß        |
| Taliban Captain                 | Wasim Hakimullah   | Richard Lingscheidt |
| Theresa „The Bomb“              | Maria Bakalova     | Friederike Walke    |
| Travis                          | Christopher Backus | Alexander Doering   |

## Produktion und Hintergrund
Der Film wurde von Millennium Media und den Nu Boyana Film Studios produziert, als Produzenten fungierten Yariv Lerner, Robert Van Norden und Moshe Diamant. Den Vertrieb übernahm in Deutschland SquareOne Entertainment und die Alive AG.
Die Dreharbeiten fanden von 5. Dezember 2022 bis zum 15. März 2023 in Griechenland und in Marokko statt, Drehort war unter anderem Thessaloniki. Das Budget betrug rund 35 Millionen Euro.
Die Kamera führte David Tattersall, die Musik schrieb Rupert Parkes, die Montage verantwortete James Page. In den USA vergab die Motion Picture Association ein R-Rating, in UK wurde der Film am ab 15 Jahren freigegeben.

## Veröffentlichung
In den USA wurde der Film am 13. Dezember 2024 veröffentlicht. In Deutschland wurde der Film am 8. Mai 2025 als Video-on-Demand veröffentlicht, am 22. Mai 2025 erschien eine ungeschnittene Fassung auf Blu-ray.

## Rezeption
Am 16. April 2025 waren 14 von 20 bei Rotten Tomatoes aufgeführte Kritiken positiv bei einer durchschnittlichen Bewertung von 4,6 der 10 möglichen Punkte. Bei Metacritic erhielt der Film am 16. April 2025 einen Metascore von 42 von 100 möglichen Punkten, der auf vier Rezensionen basierte.